# شابمان غرانت
شابمان غرانت (بالإنجليزية: Chapman Grant)‏ هو عالم حيوانات ومؤرخ أمريكي، ولد في 27 مارس 1887 في نورث سالم في الولايات المتحدة، وتوفي في 5 يناير 1983 في إسكونديدو في الولايات المتحدة.